# Sturtevant
Sturtevant – wieś w Stanach Zjednoczonych, w stanie Wisconsin, w hrabstwie Racine.